# Emerik Feješ
Emerik Feješ (ur. 1904, zm. 1969) – węgierski malarz pochodzenia serbskiego, przedstawiciel prymitywizmu.
Emerik urodził się w 1904 w mieście Osijek (obecna Chorwacja) w biednej rodzinie serbsko-węgierskiej. Od najmłodszych lat cierpiał na astmę oraz rwę kulszową przez co praktycznie był przykuty do łóżka.
W 1949 roku, nie kończąc żadnej specjalistycznej szkoły Emerik odkrył malarstwo i zaczął tworzyć swoje pierwsze prace którymi najczęściej były szkice. W ciągu następnych lat zainspirowany kartkami pocztowymi zaczął tworzyć obrazy przedstawiające miasta oraz i tematy związane ze wsią oraz rolnictwem. Dzięki swoim nowatorskim metodom tworzył abstrakcyjne obrazy często będące kopią wcześniej kupionych pocztówek. Oprócz tego posiadał bardzo ekstrawagancki charakter, swoje prace malował zapałkami zamiast pędzlem a część swoich prac dokonał trzymając kota na ramieniu.
Po raz pierwszy prace Feješa wystawiono publicznie w roku 1956.
Emerik Feješ zmarł w 1969 roku w wieku 65 lat. Po swojej śmierci zostawił liczne prace które obecnie są wystawiane w muzeum w Jagodinie.